# Ice Merchants
Ice Merchants ist ein Zeichentrick-Kurzfilm von João Gonzalez aus dem Jahr 2022.

## Handlung
Ein Vater lebt mit seinem Sohn in einem Haus hoch oben an einer eisigen Klippe. Die beiden springen jeden Tag mit einem Fallschirm zum Boden, um in einer Stadt Eis zu verkaufen, das sie dort oben produzieren. Bei jedem Sprung verlieren Vater und Sohn ihre Mützen und erwerben in der Stadt neue. Eines Tages kommt es zu einer Lawine und das Haus löst sich vom Fels und gerät in Schräglage. Ohne Fallschirm fallen die beiden in die Tiefe. Auf halbem Weg kommt ihnen eine Frau entgegen, die die beiden umarmt. Sie landen auf einem Hügel voller Mützen. Die Frau ist verschwunden, aber sie haben überlebt.

## Hintergrund
Wie bei allen seinen Filmen kam dem Regisseur João Gonzalez beim Träumen. Damit ist nicht nur das Träumen im Schlaf gemeint, sondern auch das Tagträumen. Durch intensives Tagträumen erwuchs aus dem Bild aus dem Traum dann die Handlung für den Film. Im Gegensatz zu seinen anderen beiden Filmen Nestor (2019) und The Voyager (2018) erzählt der Film eine eher menschliche Geschichte, die von Familienbindung, täglichen Ritualen und Routinen handelt, die er im Film metaphorisch aufarbeitet.
Die Animationen wurden als 2D umgesetzt. Die Zeichnungen erinnern vom Stil her an die Bilder der japanischen Edo-Zeit. Gonzalez verwendet starke Schatten und verschiedene extreme Kameraperspektiven sowie eine reduzierte Farbpalette.

## Rezeption
| Jahr | Veranstaltung                                   | Kategorie                                       | Status     |
| ---- | ----------------------------------------------- | ----------------------------------------------- | ---------- |
| 2022 | Cannes International Film Festival              | Leitz Cine Discovery Prize                      | Gewonnen   |
| 2022 | Toronto International Film Festival             | IMDbPro Short Cuts Award for Best Film          | Nominiert  |
| 2022 | Melbourne International Film Festival           | Best Animated Short Film                        | Gewonnen   |
| 2022 | Chicago International Film Festival             | Gold Hugo for Best Animated Short               | Gewonnen   |
| 2022 | European Film Awards                            | Animated European Short Film                    | Nominiert  |
| 2022 | Valladolid International Film Festival          | Golden Spike for Best Short Film                | Nominiert  |
| 2022 | Valladolid International Film Festival          | Silver Spike for Best Short Film                | Gewonnen   |
| 2022 | Valladolid International Film Festival          | Green Spike Special Mention for Best Short Film | Gewonnen   |
| 2022 | Vila Do Conde International Short Film Festival | Best Film National Competition                  | Gewonnen   |
| 2022 | Vila Do Conde International Short Film Festival | Audience Award International Competition        | Gewonnen   |
| 2023 | Academy Awards                                  | Best Animated Short                             | Ausstehend |